# Colobaspis atrithorax
Colobaspis atrithorax es una especie de coleóptero de la familia Megalopodidae.

## Distribución geográfica
Habita en China.